# Otto Hettner
Otto Hettner (Dresda, 27 gennaio 1875 – Dresda, 19 aprile 1931) è stato un pittore e scultore tedesco, professore all'Accademia di belle arti della sua città natale.

## Biografia
Otto Hettner era il figlio dello storico letterario Hermann Julius Theodor Hettner (1821-1882) e di Anna Grahl (1838-1897), la figlia maggiore di August.
Nel 1897 mediò la vendita di opere pittoriche di Edvard Munch presso la Galleria Ernst Arnold di Dresda; fu responsabile dell'atelier parigino dell'artista norvegese durante l'assenza di quest'ultimo, dal 1903 al 1904. Inoltre Hettner studiò con Robert Pötzelberger alla Accademia di belle arti di Karlsruhe e all'Académie Julian di Parigi.
Dal 1904 al 1911 Hettner visse a Firenze, dove Jeanne Alexandrine Thibert (1878–1958) diede alla luce nel 1905 suo figlio Roland Hettner,  che in seguito avrebbe lavorato anche come illustratore. Nel 1907, a maggio, Otto Hettner sposò a Londra Jeanne Thibert, che poco dopo partorì Sabine, la seconda figlia del pittore.
Hettner tornò a Dresda con la sua famiglia nel 1913 e studiò all'Accademia di belle arti della città. Nel 1916 fu membro del consiglio di amministrazione della Libera Secessione, l'anno successivo divenne capo della sala di recitazione dell'Accademia di belle arti, dove fu professore e temporaneamente presidente dal 1918 al 1927.
Per importanti case editrici dell'epoca, tra cui la Marees-Gesellschaft e la Pan-Presse, Hettner illustrò molte stampe. Tra le molte opere litografiche dell'artista figurano Florindo di Hugo von Hofmannsthal e La Galatea di Cervantes, che sono apparse come stampe di Avalun, così come Il terremoto in Cile di Heinrich von Kleist, che apparve sulla tredicesima pubblicazione della Pan-Presse.

## Opere (elenco parziale)

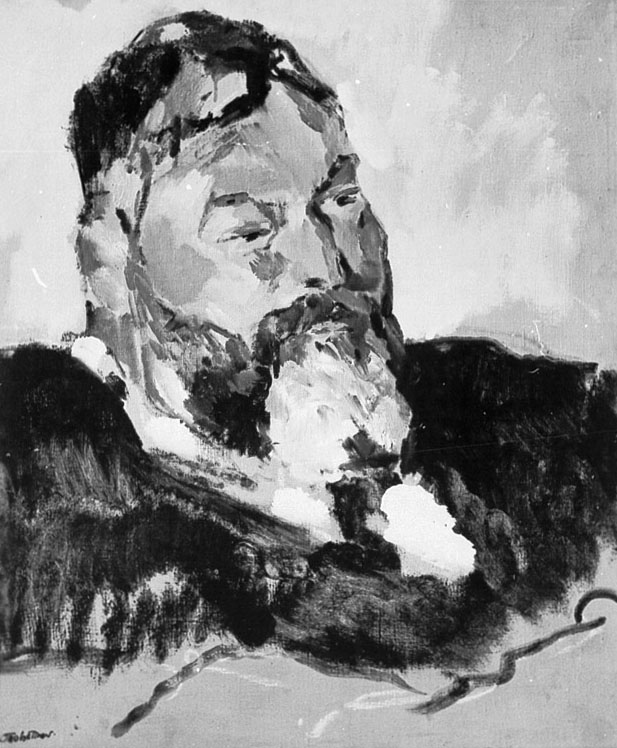
Ritratto di Theodor Däubler, data sconosciuta, dipinto di Otto Hettner

- The Comedy (XIX-XX secolo), Museo delle belle arti di San Francisco
- Festival di Primavera (1903)
- Una panchina nel parco sotto gli alberi, vista di case sul pendio e una pianura (1903)
- La barca (1910), olio su tela
- Dehefa de Trujihio, Drawing-Watercolour Mediterranean Landscape, 38×50 cm (11 gennaio 1928)
- Ritratto di Alfred Sohn-Rethel (1928), olio su tela[4]
- Ritratto del figlio Roland Hettner (1928), olio su tela[5]